# Abdelhamid Skander
Abdelhamid Skander (arabe : عبد الحميد إسكندر) (né le 13 mai 1928 à Oran à l'époque en Algérie française et aujourd'hui en Algérie) est un joueur de football algérien, qui évoluait au poste de milieu de terrain.

## Biographie
Abdelhamid Skander joue en faveur des Girondins de Bordeaux et du FC Rouen.
Il dispute 32 matchs en Division 1, inscrivant huit buts, et 104 matchs en Division 2, marquant huit buts. Le 10 avril 1955, il inscrit avec les Girondins un doublé en Division 1, lors de la réception du FC Nancy.

## Palmarès
- Finaliste de la Coupe de France en 1955 avec les Girondins de Bordeaux